# NGC 3486
NGC 3486 est une galaxie spirale intermédiaire relativement rapprochée et située dans la constellation du Petit Lion. NGC 3486 a été découverte par l'astronome germano-britannique William Herschel en 1785.

## Caractéristiques
La classe de luminosité de NGC 3486 est III et elle présente une large raie HI. Elle renferme également des régions d'hydrogène ionisé. C'est aussi une galaxie active de type Seyfert 2.

### Distance
Sa vitesse par rapport au fond diffus cosmologique est de 978 ± 21 km/s, ce qui correspond à une distance de Hubble de 14,4 ± 1,1 Mpc (∼47 millions d'al).
À ce jour, 16 mesures non basées sur le décalage vers le rouge (redshift) donnent une distance de 11,398 ± 3,312 Mpc (∼37,2 millions d'al), ce qui est à l'intérieur des valeurs de la distance de Hubble. Puisque cette galaxie est relativement rapprochée du Groupe local, il est probable que cette valeur soit plus près de la distance réelle de NGC 3486. Notons que c'est avec la valeur moyenne des mesures indépendantes, lorsqu'elles existent, que la base de données NASA/IPAC calcule le diamètre d'une galaxie.

### Luminosité dans l'infrarouge
La luminosité de la galaxie NGC 3486 dans l'infrarouge lointain (de 40 à 400 µm)  est égale à 1,66 × 109 {\displaystyle L_{\odot }} (109,22{\displaystyle L_{\odot }}) et sa luminosité totale dans l'infrarouge (de 8 à 1 000 µm) est de 2,04 × 109 {\displaystyle L_{\odot }} (109,31{\displaystyle L_{\odot }}).

### Brillance de surface
En raison d'une brillance de surface égale à 14,42 mag/am2, on peut qualifier NGC 3486 de galaxie à faible brillance de surface (LSB en anglais pour low surface brightness). Les galaxies LSB sont des galaxies diffuses (D) avec une brillance de surface inférieure de moins d'une magnitude à celle du ciel nocturne ambiant.

## Morphologie
NGC 3486 a été utilisée par Gérard de Vaucouleurs comme une galaxie de type morphologique SAB(r)c dans son atlas des galaxies,.
En regardant l'image réalisée par Adam Block, on serait tenté de qualifier NGC 3486 de galaxie spirale de grand style. Cette image, ainsi l'image captée par le télescope spatial Hubble ne montre pas la présence d'une barre au centre de la galaxie. La classification de galaxie spirale intermédiaire par la base de données NASA/IPAC semble mieux convenir à cette galaxie.

### Un disque entourant le noyau
Grâce aux observations du télescope spatial Hubble, on a détecté un disque de formation d'étoiles autour du noyau de NGC 3486. La taille de son demi-grand axe est estimée à 1 250 pc (~4 080 années-lumière).

## Paire de galaxies

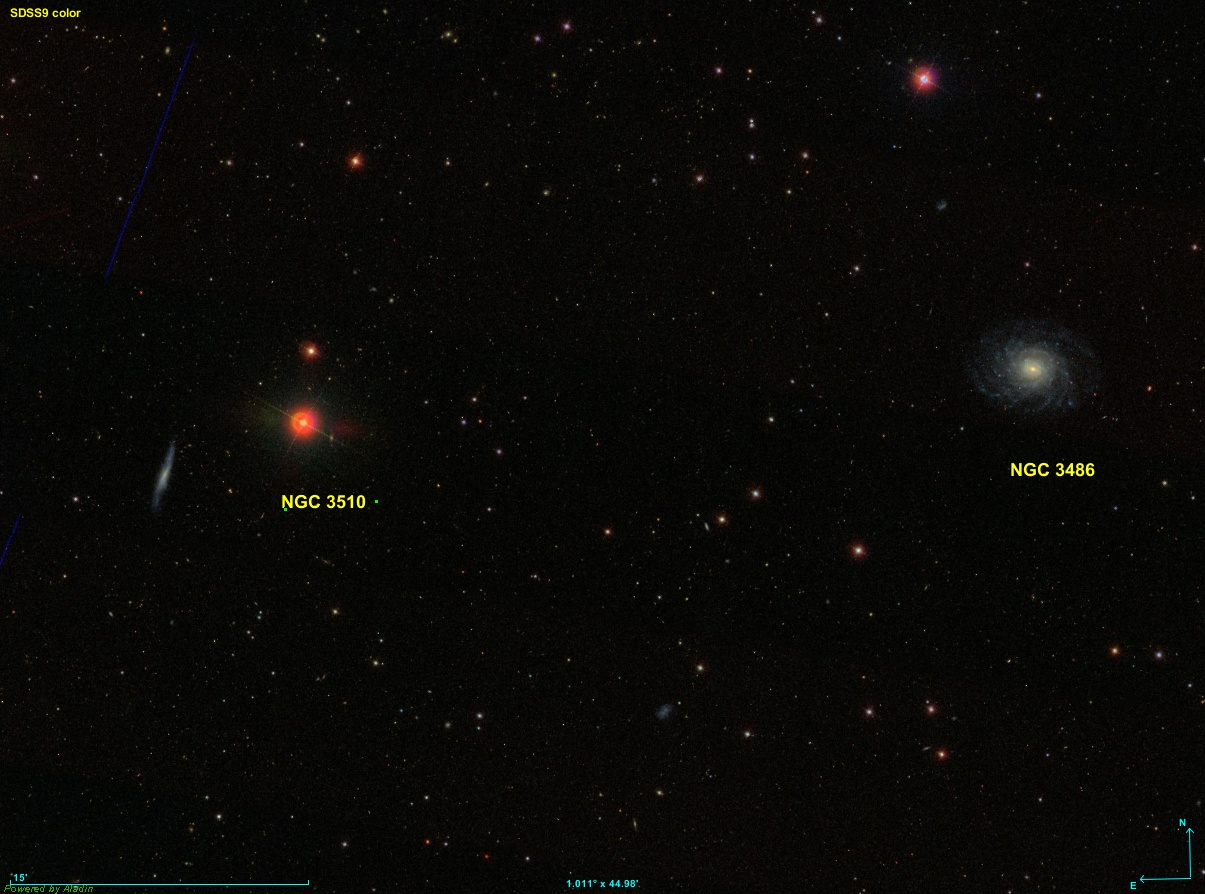
La paire de galaxies NGC 3486 et NGC 3510.

Les galaxies NGC 3486 et NGC 3510 forment une paire de galaxie.

## Trou noir supermassif
Si on se base sur les mesures de luminosité de la bande K de l'infrarouge proche du bulbe de NGC 3486, on obtient une valeur de 106,5 {\displaystyle M_{\odot }} (3,2 millions de masses solaires) pour le trou noir supermassif qui s'y trouve.
Selon les auteurs d'un article publié en 2012, la connaissance de la masse d'un trou noir central et du taux d'accrétion par celui-ci permet d'estimer le taux de formation d'étoiles dans la région centrale des galaxies de type Seyfert. Ce taux pour NGC 3486 serait à l'intérieur et à l'extérieur d'un rayon de 1 kpc respectivement de 0,028 {\displaystyle M_{\odot }}/an  et de 0,07 {\displaystyle M_{\odot }}/an
.

## Galerie

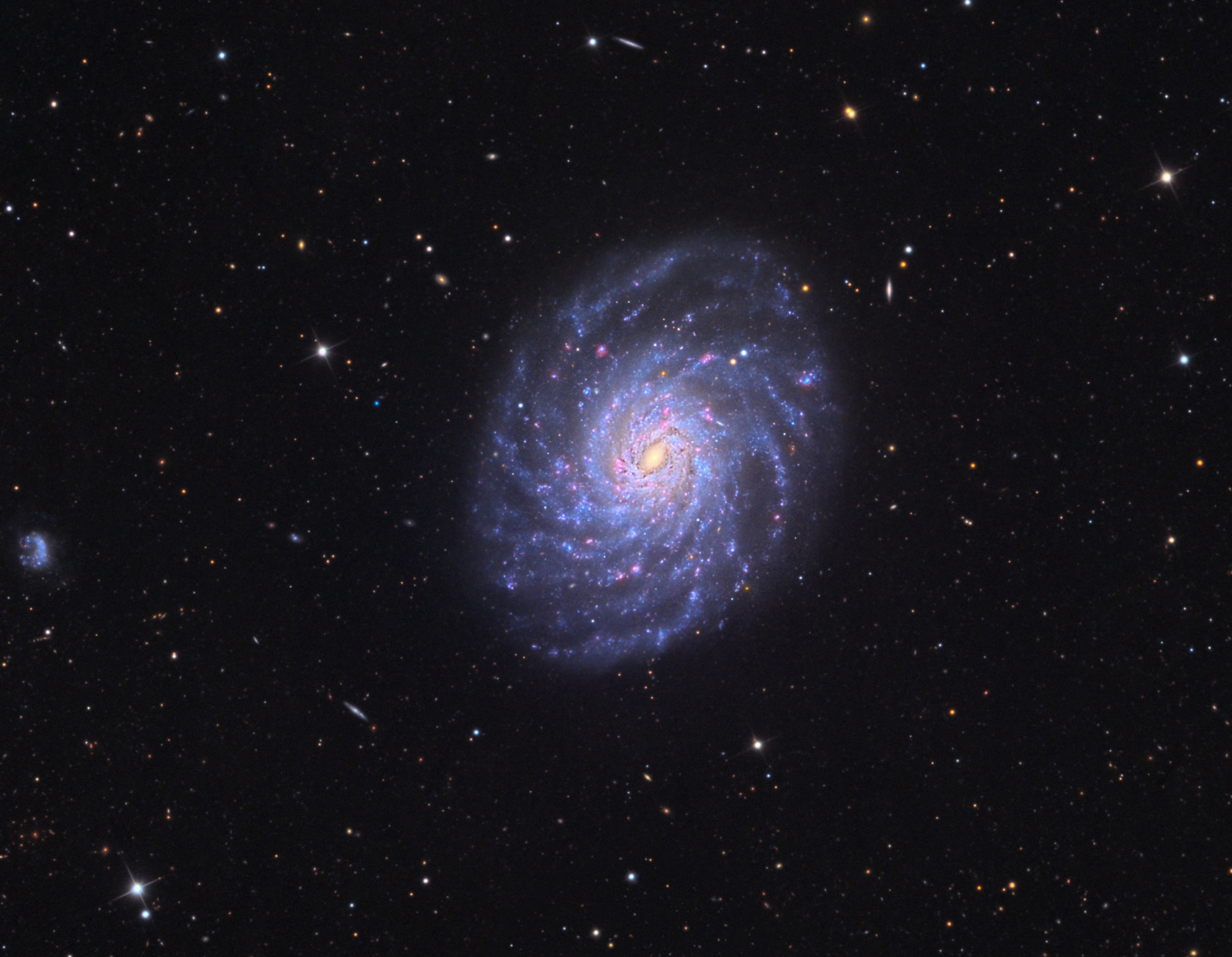
NGC 3486 est certes une galaxie spirale de grand style.(Adam Block (Observatoire du mont Lemmon/Université de l'Arizona)
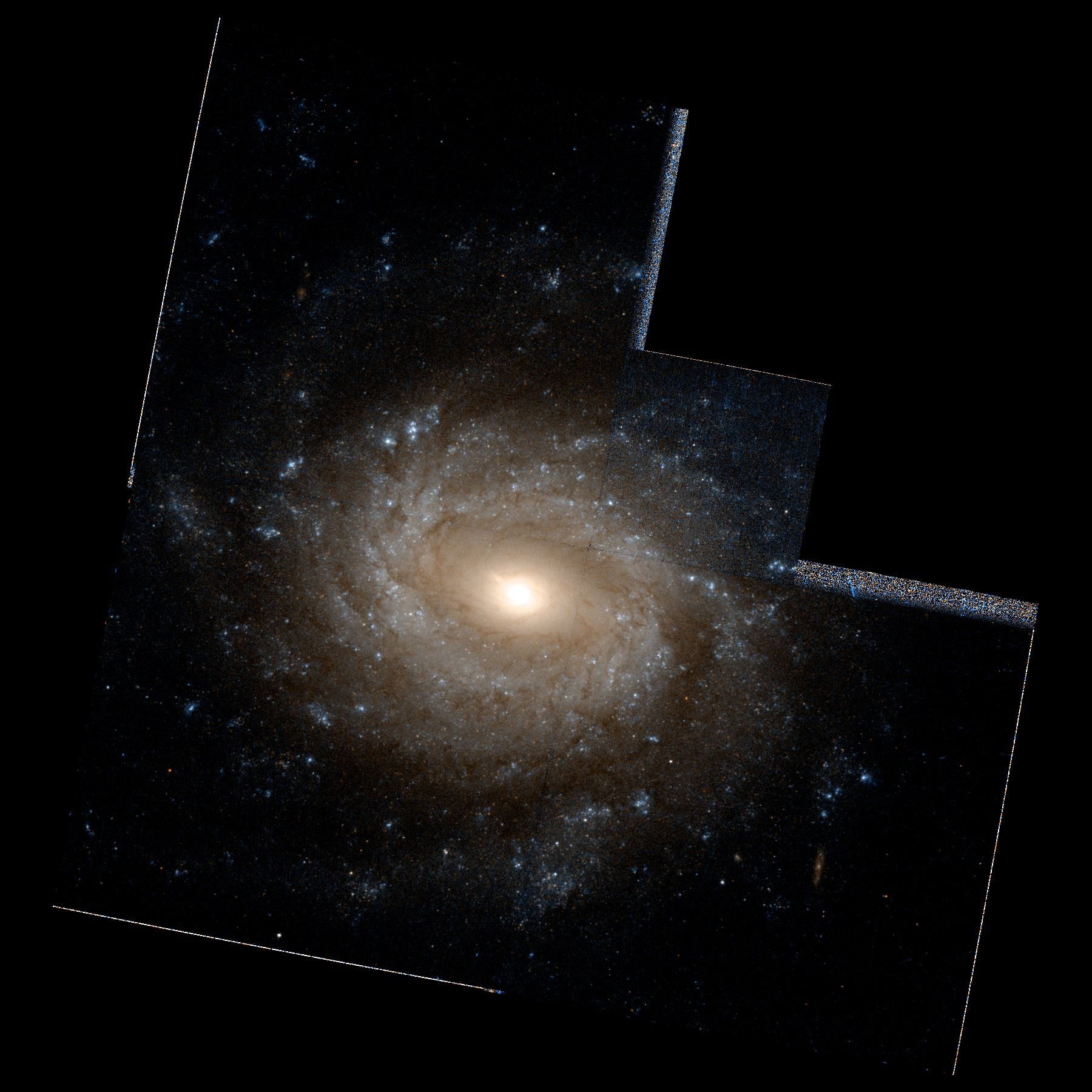
On ne voit pas de barre au centre de NGC 3486. (télescope spatial Hubble.)